# Patti Harrison

Patti Harrison en 2024

Patti Harrison (nacida el 31 de octubre de 1990) es una actriz y comediante estadounidense. Es conocida por sus papeles en series de comedia como Shrill (2019-2021) y I Think You Should Leave with Tim Robinson (2019-presente), así como la película de comedia Together Together (2021), con esta última ganando una nominación al Independent Spirit Award a la mejor actriz.

## Primeros años
Harrison nació en Orient, Ohio, el 31 de octubre de 1990, la menor de siete hijos de madre vietnamita y padre estadounidense. Su padre, oriundo de Detroit, estaba en el Ejército de los Estados Unidos y conoció a su madre durante la Guerra de Vietnam cuando ella trabajaba como conserje en sus barracas. Murió de un ataque al corazón cuando Harrison tenía seis años. Su primera participación en la comedia vino de su participación en un equipo de improvisación durante su tiempo en la Universidad de Ohio, de la que no se graduó.

## Carrera
Harrison se mudó a la ciudad de Nueva York para seguir una carrera en la comedia en 2015, pero luego se mudó a Los Ángeles. Ella ha dicho que su estilo de comedia stand-up ha cambiado drásticamente desde sus primeros días de actuación, ya que inicialmente se sintió ansiosa por hacer bromas sobre el sexo y su sexualidad debido a la transfobia internalizada derivada de ser una mujer trans. En una entrevista con Vogue, describió su personalidad cómica: "Soy una persona desagradable y estúpida, esa es mi voz. Soy una persona malvada y de mierda en el escenario, de una manera muy consciente: el mal está golpeando".
En 2017, Harrison obtuvo una mayor prominencia por su aparición en The Tonight Show Starring Jimmy Fallon, donde hizo bromas sobre la prohibición del entonces presidente Donald Trump a las personas transgénero en el ejército. Desde entonces, ha aparecido en los programas de televisión High Maintenance, I Think You Should Leave with Tim Robinson, Broad City y Search Party, así como en la película Un pequeño favor. En el 2019, comenzó a interpretar a Ruthie en la serie de comedia Shrill de Hulu después de que la cocreadora y estrella del programa, Aidy Bryant, la contactara a través de Instagram y la alentara a hacer una audición. Más tarde se unió al equipo de escritores de la serie de comedia animada Big Mouth durante su cuarta temporada.
Harrison fue nombrado uno de los "10 cómicos a seguir" de la revista Variety en 2019. Más tarde ese año, copresentó la serie digital Unsend de Comedy Central con Joel Kim Booster. También es coanfitriona de un podcast llamado A Woman's Smile with River L. Ramirez. En 2020, coprotagonizó Yearly Departed, junto a otros comediantes como Rachel Brosnahan y Ziwe Fumudoh. Ese mismo año, comenzó a presentar un programa mensual llamado Died & Gone to Heaven! en Largo en Los Ángeles.
En febrero de 2021, Harrison fue expulsada de Twitter después de un truco en el que se hizo pasar por la cuenta de Nilla Wafers en una parodia del Pinkwashing corporativo, y en particular un tuit de la marca de galletas Oreo. La controversia la llevó a aparecer en Jimmy Kimmel Live! para discutirlo. Más tarde ese año, se convirtió en la primera actriz transgénero en participar en una película animada de Disney cuando interpretó a Tail Chief en Raya y el último dragón. También hizo su debut en el papel principal de un largometraje en Together Together, por el que obtuvo una nominación para el Independent Spirit Award a la mejor actriz.

## Influencias
Harrison ha dicho que una de sus primeras influencias cómicas fue Mad TV, que disfrutaba viendo durante su infancia y admiraba a las comediantes del programa, especialmente a Mo Collins, Nicole Sullivan y Debra Wilson. También ha dicho que Kristen Wiig y Lisa Kudrow son sus ídolos y que sus películas favoritas cuando era niña eran la serie de películas Scary Movie.

## Vida personal
Harrison salió del armario como mujer transgénero poco después de abandonar la Universidad de Ohio; describió a su familia como solidaria. Le diagnosticaron TDAH en 2021 y le dijo a The New Yorker que retrasó la búsqueda de un diagnóstico hasta que "llegó a un punto en el que [ella] estaba tan frustrada con [su] incapacidad para mantenerse en el camino". También es artista y frecuentemente publica su trabajo en Instagram. Ha hecho campaña para los Socialistas Democráticos de América.

## Filmografía

### Películas
| Año  | Título                           | Papel                | Notas                      |
| ---- | -------------------------------- | -------------------- | -------------------------- |
| 2017 | Bagdad, Florida                  | Bambi                |                            |
| 2018 | Channel Surfing                  | Appolonia Moorehouse |                            |
| 2018 | Un pequeño favor                 | Kiko                 |                            |
| 2018 | Thread                           | Hair Woman           |                            |
| 2021 | Together Together                | Anna Caper           |                            |
| 2021 | Raya y el último dragón          | Jefa de Tail         | Voz                        |
| 2022 | La ciudad perdida                | Allison              |                            |
| 2022 | Cool Blue Car                    | Woman                | Cortometraje de Adult Swim |
| 2022 | Stand Out: An LGBTQ+ Celebration | Ella misma           |                            |
| 2022 | Mack &amp; Rita                  | Stephanie            |                            |
| 2023 | Theater Camp                     | Caroline             |                            |
| 2023 | Trolls Band Together             | Brandy               | Voz                        |

### Televisión
| Año       | Título                                     | Papel                                 | Notas                                  |
| --------- | ------------------------------------------ | ------------------------------------- | -------------------------------------- |
| 2016–2017 | The Special Without Brett Davis            | Patti / Sharting Woman / Maygan Mason | 6 episodios; escritora (3 episodios)   |
| 2017      | Broad City                                 | Anthropologie Employee                | Episodio: "Bedbugs"                    |
| 2017      | The Chris Gethard Show                     | Sharon Herron                         | Episodio: "Take a Chance"              |
| 2017      | Search Party                               | Renee                                 | 3 episodios                            |
| 2017–2018 | The Tonight Show Starring Jimmy Fallon     | Correspondent                         | 3 episodios                            |
| 2019      | High Maintenance                           | Chrinty                               | Episodio: "Breathwork"                 |
| 2019      | Full Frontal with Samantha Bee             | Correspondent                         | Temporada 4, episodio 13               |
| 2019      | BoJack Horseman                            | Barbara (voz)                         | Episodio: "Feel-Good Story"            |
| 2019–2021 | Shrill                                     | Ruthie                                | 16 episodios                           |
| 2019–2023 | I Think You Should Leave with Tim Robinson | Various Characters                    | 4 episodios; escritora (6 episodios)   |
| 2020      | Magical Girl Friendship Squad              | The Mushroominations (voz)            | Episodio: "Anti Fungal Spit Skanks"    |
| 2021      | La historia de las palabrotas              | Ella misma                            | 3 episodios                            |
| 2021      | Bob's Burgers                              | Patti / Pixie Princesa Patricia (voz) | 2 episodios                            |
| 2021      | Ziwe                                       | Varios                                | 3 episodios                            |
| 2021      | Tuca & Bertie                              | Martha (voz)                          | 4 episodios                            |
| 2021      | Q-Force                                    | Stat (voz)                            | 10 episodios                           |
| 2021      | Jimmy Kimmel Live                          | Ella misma                            | 1 episodio                             |
| 2021      | Adventure Time: Distant Lands              | Weapon Head (voz)                     | Episodie: "Wizard City"                |
| 2021-2022 | The Great North                            | Debbie, Momma Marita (voz)            | 9 episodios                            |
| 2021-2022 | Made for Love                              | Bangles de la Morga                   | 3 episodios                            |
| 2022      | Three Busy Debras                          | London England                        | Episodio: "Operation: Seal Team Debra" |
| 2022      | She-Hulk: Attorney at Law                  | Lulu                                  | Episodio: "Just Jen"                   |
| 2022      | American Dad!                              | Ali (voz)                             | Episodio: "Smooshed: A Love Story"     |